# Tiabendazol
Tiabendazol, TBZ – organiczny związek chemiczny, pochodna benzimidazolu i tiazolu. Wykorzystywany do ochrony owoców przed grzybami (fungicyd) i pasożytami. Stosuje się go jedynie powierzchniowo, najczęściej przez spryskanie albo zanurzenie owoców w jego wodnym roztworze. Używa się go do bananów, pomarańczy i innych owoców. Na liście E ma numer E233.
Dopuszczalna dobowa dawka dla człowieka wynosi 0,1 mg na kilogram masy ciała. Przy jej nieprzekraczaniu związek nie wykazuje żadnego szkodliwego wpływu na organizm, ulega hydrolizie w wątrobie i jest wydalany przez nerki.